# Tejo Internacional, Erges e Pônsul
Tejo Internacional, Erges e Pônsul este o arie protejată (arie de protecție specială avifaunistică — SPA) din Portugalia întinsă pe o suprafață de 25.774,8 ha, integral pe uscat.

## Localizare
Centrul sitului Tejo Internacional, Erges e Pônsul este situat la coordonatele 39°43′44″N 7°14′20″W / 39.72891°N 7.238798°V.

## Înființare
Situl Tejo Internacional, Erges e Pônsul a fost declarat arie de protecție specială avifaunistică în august 1999 pentru a proteja 52 de specii de animale.

## Biodiversitate
Situată în ecoregiunea mediteraneană, aria protejată nu include niciun habitat protejat.
La baza desemnării sitului se află mai multe specii protejate:
- păsări (44): vulturul negru (Aegypius monachus), pescăruș albastru (Alcedo atthis), fâsă de luncă (Anthus pratensis), lăstunul mare (Apus apus), Apus pallidus, Aquila adalberti, acvilă de munte (Aquila chrysaetos), buha (Bubo bubo), ciocârlie-cu-degete-scurte (Calandrella brachydactyla), Caprimulgus ruficollis, scatiu (Carduelis spinus), măcăleandru roșcat (Cercotrichas galactotes), barză albă (Ciconia ciconia), barză neagră (Ciconia nigra), șerpar (Circaetus gallicus), prepeliță (Coturnix coturnix), Elanus caeruleus, Falco naumanni, șoimul rândunelelor (Falco subbuteo), muscar negru (Ficedula hypoleuca), Galerida theklae, vulturul pleșuv sur (Gyps fulvus), Hieraaetus fasciatus, acvilă pitică (Hieraaetus pennatus), Hippolais polyglotta, rândunică roșcată (Hirundo daurica), capîntortură (Jynx torquilla), sfrâncioc cu cap roșu (Lanius senator), ciocârlie de pădure (Lullula arborea), privighetoare (Luscinia megarhynchos), ciocârlie de bărăgan (Melanocorypha calandra), prigoare (Merops apiaster), gaia neagră (Milvus migrans), gaia roșie (Milvus milvus), vultur egiptean (Neophron percnopterus), pietrar mediteranean (Oenanthe hispanica), Oenanthe leucura, grangur (Oriolus oriolus), Pterocles alchata, silvie roșcată (Sylvia cantillans), Sylvia hortensis, silvie de tufiș (Sylvia undata), sturzul viilor (Turdus iliacus), sturz-cântător (Turdus philomelos)
- mamifere (4): vidră de râu (Lutra lutra), Microtus cabrerae, liliac comun (Myotis myotis), liliacul mare cu potcoavă (Rhinolophus ferrumequinum)
- pești (4): Cobitis paludica, Luciobarbus comizo, Rutilus alburnoides, Rutilus lemmingii

Pe lângă speciile protejate, pe teritoriul sitului au mai fost identificate 4 specii de mamifere, 1 specie de pești, 5 specii de reptile.